# 鵲森宮
鵲森宮（かささぎもりのみや）は、大阪市中央区森ノ宮中央にある神社。式内社で、旧社格は府社。通称を森之宮神社（もりのみやじんじゃ）といい、周辺の地名である森之宮や森ノ宮の由来となっている。

## 祭神
- 主祭神 - 用明天皇、穴穂部間人皇后、聖徳太子

## 歴史
社伝では、聖徳太子は物部守屋との戦いの戦勝を祈願すると、勝利した暁には四天王を祀る寺院を建立することを誓った。その結果、太子が与する蘇我馬子が丁未の乱で守屋を滅ぼすと、太子は崇峻天皇2年（589年）7月に、まず両親を祀る社である当社を現在地一帯に広がる難波の杜（もり）の中に建立して新たに建てる寺の鎮守とし、自ら両親の像を彫ってそこに安置したという。続いて、その森にこれも太子自らが彫り上げたという四天王を祀る元四天王寺（現・四天王寺）を創建したとする。
承徳2年（1098年）の『難波古地図』には、天王寺跡や鵲森宮など記載されており四天王寺はその25年後に現在の荒陵山に移転したが、当社はそのままとされたとなっている。しかし、実際には四天王寺は創建されてから間もなくして現在地に移っていったようである。
『日本書紀』の推古天皇6年（598年）夏4月に、聖徳太子の命により新羅へ渡った吉士盤金（きしのいわかね）が2羽の鵲を持ち帰り、難波の杜で飼ったという記述がある。その「難波の杜」は当社の森であるとされることから次第に森は「鵲の森」と呼ばれるようになり、ついには当社の社名となったと伝える（「難波の杜」は、他に生國魂神社なども比定地となっている）。また、当社は森之宮や森明神とも呼ばれるようになっていった。
当社はかつては広い社領を誇っていた。現在の城東区の天王田や、大東市の御供田というのは当社の社領であった時代の名残りであるというが、それらもやがてなくなってしまい当社は衰微していった。
天正年間（1573年 - 1592年）の初めに織田信長による大坂本願寺攻め（石山合戦）に巻き込まれて焼失したが、その後再建された。
太平洋戦争中の1945年（昭和20年）7月24日に行われた第7回大阪大空襲では、付近は焼失したが当社は被害を免れた。

## 境内
- 本殿
- 拝殿 - 拝殿の前にある狛犬の台座には太平洋戦争中に行われたアメリカ軍の戦闘機による機銃掃射の痕跡が多く残っている。
- 亀井水
- 社務所

### 摂・末社
- 五幸稲荷社
- 奥宮 - 祭神：天照大神、月読命、素盞嗚命。本殿の背後にあるビルの屋上にある。

## 神事
- 夏祭 - 7月第2・第3の土曜日と日曜日

## 所在地
大阪府大阪市中央区森之宮中央1丁目14-4

## アクセス
- JR大阪環状線森ノ宮駅 - 徒歩1分
- 大阪メトロ中央線 - 徒歩1分
- 大阪メトロ長堀鶴見緑地線 - 徒歩1分